# William A. Wellman
William Augustus Wellman (Brookline, hoy en Boston, Massachusetts, 29 de febrero de 1896 - Los Ángeles, 9 de diciembre de 1975) fue un director cinematográfico estadounidense especializado en películas de aventuras.

## Trayectoria

### Vida
El padre de William Augustus Wellman fue un corredor de bolsa de muy antigua y selecta familia: figuraba entre los llamados "brahmanes de Boston". Su madre, muy querida por el director, fue una inmigrante irlandesa llamada Cecilia McCarthy. Era tataranieto de Francis Lewis de Nueva York, uno de los firmantes de la Declaración de Independencia (1776). Pese a su educación de clase media alta, Wellman fue un joven alborotador que destacó como atleta y en el hockey sobre hielo... pero también disfrutaba paseando por la noche en autos robados, por lo cual fue arrestado y puesto en libertad condicional.
Cecilia Wellman trabajó como oficial de libertad condicional para delincuentes juveniles en Massachusetts; tuvo tanto éxito en ese campo que incluso se le pidió que se dirigiera al Congreso sobre el tema de la delincuencia juvenil. Su propio hijo lo era: el joven Bill fue expulsado a los 17 años de la escuela secundaria por tirarle a la cabeza una bomba fétida al director. Tras esto William intentó ganarse la vida como vendedor de dulces y después fue transportista en un almacén de madera, pero estrelló el camión contra un granero y lo despidieron. Finalmente terminó como jugador profesional de hockey sobre hielo en Massachusetts.
Fue Douglas Fairbanks quien lo descubrió como actor en Boston: impresionado por su atlética apariencia, la futura superestrella del cine mudo le sugirió que tenía lo necesario para convertirse en actor de cine. Pero lo que más deseaba Wellman era ser aviador, por lo que a los diecinueve años se enroló, gracias a la intercesión de su tío, en el ala aérea de la Legión Extranjera Francesa, donde aprendió a volar. En Francia fue piloto de la famosa Escuadrilla Lafayette, donde empezaron a apodarlo "Wild Bill", "Salvaje Bill", por su despreocupación en el aire, apodo que mantuvo como director de cine. Llamó a su caza Nieuport 24 "Celia" en honor a su madre. En una ocasión el fuego antiaéreo le hizo perder la sección de cola y resultó herido durante el arriesgado aterrizaje, fracturándose la espalda por dos sitios y le pusieron una placa metálica en la cabeza; desde entonces le quedó una cojera perpetua. Se le atribuyen como as tres derribos comprobados y cinco probables. Recibió la Croix de Guerre. De los 222 pilotos de la Escuadrilla, 87 murieron, pero Wellman estaba destinado a servir durante la guerra y en la primavera de 1918 fue reclutado por el Cuerpo Aéreo del Ejército de los EE. UU. y durante dos años enseñó tácticas de combate a nuevos pilotos en la base de Rockwell Field (San Diego). La afición por el vuelo le acompañaría ya toda su vida y será el tema de muchas de sus películas.
Cuando acabó la I Guerra Mundial Wellman voló a Hollywood y aterrizó en el campo de polo de Douglas Fairbanks para pasar un fin de semana; Fairbanks le había prometido que lo ayudaría a entrar en el cine cuando la guerra terminara, y cumplió su palabra. Pero Fairbanks lo veía como actor, algo que no agradaba en especial a Wellman, y lo eligió para un papel menor en The Knickerbocker Buckaroo (1919) y para el de un joven oficial en Evangeline (1919). Así descubrió el futuro director que la actuación no iba con él; es más, la odiaba y luego transfirió ese odio al trato con los propios actores con los que llegó a trabajar como director. De hecho, Raoul Walsh lo despidió de Evangeline por abofetear a la actriz principal, Miriam Cooper, de la que Wellman ignoraba que era la esposa de Walsh. Disgustado, Wellman le dijo a Fairbanks que lo que quería era ser director, y Fairbanks siguió ayudándolo en ese empeño, aunque en ese momento lo que movió su decisión fue un criterio puramente crematístico, según recordaría más tarde: en ese momento los directores ganaban más dinero que los actores secundarios.
Goldwyn Pictures lo contrató en 1920 como asistente y fue ascendiendo hasta ayudante de director y director de segunda unidad antes de hacer su debut como director sin acreditar, cumpliendo unos años de aprendizaje rodando westerns mudos de serie B, de los que luego renegó hasta que en 1923 ya aparece en los títulos como director de los westerns de la estrella Buck Jones para Fox Films. Sin embargo, fue despedido en 1924 por exigir más emolumentos. Pasó entonces a la Columbia Pictures, luego a la MGM y por fin desembarcó en la entonces llamada Famous Players-Lasky (posteriormente conocida como Paramount Pictures), donde dirigió Ballet ruso (1926) y Boda convencional (1926). Empezó a tener éxitos sonados en estos estudios y Paramount confió en él, por su experiencia como piloto, para rodar el épico proyecto de Wings (Alas, 1927), una película sobre pilotos en la I Guerra Mundial, llena de emocionantes escenas de vuelo y con el famoso travelling entre mesas del Folies Bergère; pero rebasó el presupuesto (costó dos millones de los dólares de entonces) y fue tan larga y complicada de hacer que estuvo a punto de ser despedido varias veces; con todo, este filme se convirtió en el primer ganador del Óscar a la mejor película, fue un taquillazo y propulsó la carrera de un joven Gary Cooper.
Se creía que Wellman se había casado cuatro veces, pero fueron cinco; Wellman, ya cercano al final de su vida, contó que había contraído un fugaz matrimonio con una francesa llamada Renée durante su tiempo en la Escuadrilla Lafayette, pero ella murió en un bombardeo durante la guerra. Después vino la actriz Helene Chadwick, que lo engañó con un actor (1918-1923), y volvió a casarse efímeramente con Margery Chapin (1925-1926) y Marjorie Crawford (1931-1933). Pero su unión más sólida fue con su quinta y última esposa (1934-1975), de la que tuvo siete hijos y veintiocho nietos, la bailarina Dorothy Coonan Wellman. Cuatro de sus vástagos también trabajaron en el cine: los actores Michael Wellman, William Wellman Jr., Gloria Wellman y Cissy Wellman. Este largo matrimonio duró desde 1934 hasta el día de su muerte en 1975. Unos días antes de morir de leucemia en 1975, le dijo a uno de sus hijos: «No sientas pena por mí: he vivido la vida de cien hombres.» Su viuda Dorothy falleció en 2009 a los 95 años.
Para él una gran película consistía fundamentalmente en un buen guion y una buena dirección, por lo que dijo: «Consiga un director y un guionista y déjelos en paz. Así es como se hacen las mejores imágenes». Muy independiente, se enfrentaba a los estudios que retocaban sus obras, pues era enérgico, perfeccionista y temperamental, aunque con mucho sentido del humor. Odiaba el narcisismo de los actores y actrices, en especial la preocupación de estas últimas por su apariencia, que le hacía consumir tiempo de rodaje; y pese a la fama de tiránico con los actores que tenía, era respetado y apreciado por ellos, e incluso fue amigo y admirador de Robert Taylor. Muchos de ellos le debían haber impulsado sus carreras. Por ejemplo, lanzó al estrellato a Buddy Rogers, Gary Cooper, James Cagney, Susan Hayward, Ida Lupino, Loretta Young y Robert Mitchum.

### Carrera cinematográfica

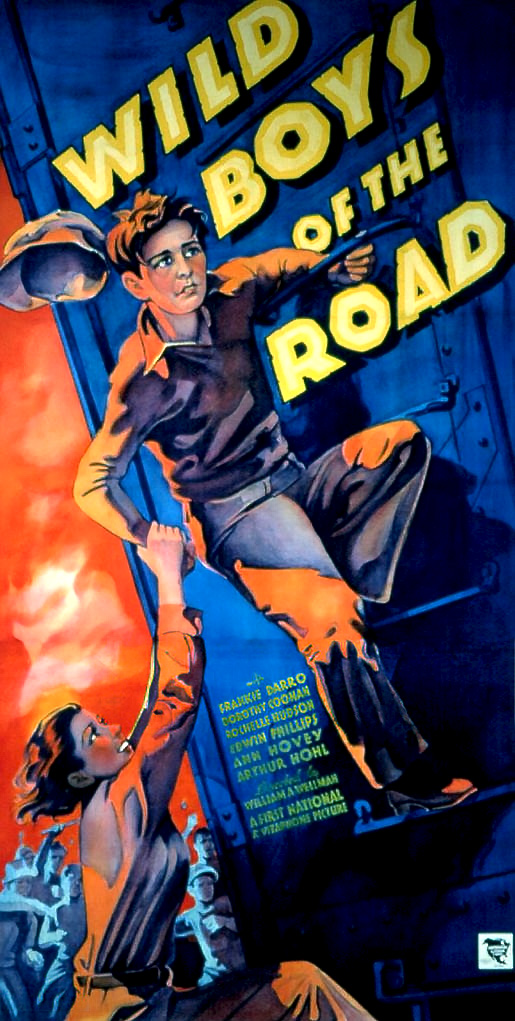
Cartel del estreno en cines de Wild Boys of the Road (1933), dirigida por W. Wellman.

Comenzó en este mundo artístico como ayudante de dirección, y ya en 1923 dirigió su primera película, The Man Who Won. En 1928 obtuvo un Óscar con Wings (Alas), una película sobre el mundo de los aviadores de espectáculo que abrió definitivamente su carrera; para poder rodarla tuvo que inventar varios dispositivos y técnicas que pasaron al oficio para filmar en aviones en el aire. 
Con la llegada del cine sonoro, siguió perfeccionando el oficio. Inventó el micrófono de pistola y el micrófono colgante móvil (micrófono jirafa). Wellman hizo un film de acción realista que definía su estilo directo y sincero: The Public Enemy (El enemigo público, 1931), con James Cagney como protagonista por vez primera, con lo que lo puso en el mapa. Firmó un contrato con Warner Brothers a principios de los años 1930, e hizo principalmente con esta productora películas de contenido social que reflejaban la Gran Depresión, sobre todo desde la perspectiva de mujeres condenadas por el destino. La primera fue la brutal Safe in Hell (1931), considerada dinamita para la censura de entonces cuando aún no se había aprobado el código Hays. Las dos siguientes estaban protagonizadas por Barbara Stanwyck: Night Nurse y The Purchase Price. También rodó, entre otras películas, Frisco Jenny (Barrio Chino, 1932), interesante por su calidad narrativa y por la crudeza de su temática: sucedía tras el terremoto de San Francisco, y narraba la supervivencia de la madame de un burdel cuyo funcionamiento se describe en detalle (se la considera como ejemplo de cine Pre-Code, al igual que Heroes for Sale / Gloria y hambre, 1933, donde se recapitula la caída de un hombre tras pasar por la I Guerra Mundial, la drogodependencia y la Gran depresión) Similar contenido social sobre la Gran depresión posee Wild Boys of the Road (1933), un durísimo drama naturalista que cuenta cómo varios adolescentes se ven obligados a convertirse en vagabundos. Se muestra aquí otra de las grandes virtudes de Wellman, aparte de su realismo y penetración psicológica: su facilidad para lograr películas corales, donde cada personaje secundario recibe la atención de un personaje principal. El guion, de Earl Baldwin, está basado en la historia Desperate Youth de Daniel Ahern.
Tenía fama de director exigente y duro, por lo que le apodaron Wild Will Wellman ("Will Wellman el Salvaje"; la expresión juega en inglés original con el tópico del buen salvaje). En los inicios de su carrera su jefe, el director Bernard Durning, tuvo que darle una paliza y en 1933, por ejemplo, se peleó a puñetazos con Spencer Tracy a causa de Loretta Young, de la que Wellman se había enamorado pero que entonces estaba con Tracy. Sin embargo, tanto Durning como Tracy fueron grandes amigos de Wellman.
Hizo luego, tras rodar diez filmes valiosos en tres años, otras películas notables, como A Star Is Born (1937), o como Beau Geste (1939), obra maestra del cine de aventuras en la que el director aprovechó su conocimiento de la legión extranjera francesa. En la década siguiente, rodó varios clásicos. El primero fue definido por Eisenhower como «la mejor película bélica jamás hecha», The Story of G. I. Joe / También somos seres humanos (1945). Película coral, describe con un realismo casi documental, pero con sensibilidad y lirismo las miserias de la guerra a través de la trayectoria de un grupo de machacados soldados de infantería desde Túnez hasta Italia. El punto de vista fue el de un corresponsal de guerra real, Ernie Pyle, premiado con el Pulitzer: Pyle asesoró a Wellman, pero no pudo asistir al estreno porque murió poco después en el frente. La fotografía, imponente, es de Russell Metty. El filme fue nominado a cuatro premios de la Academia, fue uno de los primeros papeles protagónicos de Robert Mitchum y anticipó el fenómeno del merchandising al generar el juguete G. I. Joe, muñecos articulados de soldados de la II Guerra Mundial. Después rodó dos excelentes westerns, The Ox-Bow Incident (1943) y Yellow Sky (Cielo amarillo, 1948), que hacen adquirir al género perspectivas nuevas. El primero narra el linchamiento de tres hombres cuya inocencia se desvela al día siguiente, según una novela de Walter van Tilburg Clark; es el primer western que desquicia el mito de la frontera y del cowboy, y critica la violencia gratuita y el racismo. El público estadounidense no estaba maduro para asumir este tipo de productos y fue un fracaso de taquilla, aunque el éxito del filme en Europa fue espectacular, y tuvo un reestreno en EE. UU. igual de lucrativo. La crítica lo pone en la actualidad entre lo mejor del género; el mismo Clint Eastwood (quien llegó a trabajar en la última película de Wellman, Lafayette Escadrille, 1958) la tiene como su película favorita (y en Cometieron dos errores trata el mismo tema). En el segundo, Cielo amarillo, Wellman ahonda en la psique de los personajes en medio de la fotografía desoladora de Joseph McDonald: una banda de atracadores de bancos cruza el desierto y llega a un poblado fantasma donde las pasiones desatadas se enfrentan. El guion, de Lamar Trotti, se inspira en una historia de W. R. Burnett y en La Tempestad de William Shakespeare.
En la década de los cincuenta hizo cinco películas con John Wayne, incluida Day Again, por la que Wellman fue nominado a un tercer premio Óscar al mejor director. Después de filmar The Happy Years (1950), hizo Across the Wide Missouri (Más allá del Misuri, 1951), pero también destacan dentro de la amplia filmografía de Wellman la vigorosa película de guerra Battleground (Fuego en la nieve, 1950), que le permitió ganar su segundo Óscar por su sobriedad narrativa en la descripción del sitio de Bastogne, así como el western clásico Westward the Women (Caravana de mujeres, 1951), donde introduce un nuevo elemento en el cine de aventuras al generalizar el protagonismo femenino. En ambas demostró su habilidad para lograr películas corales entrelazando numerosos hilos narrativos.
Fuertemente inclinado al realismo y sensible a los temas sociales, muestra en sus películas de guerra la realidad del frente más que la idealización del heroísmo de los soldados. Incluso en su género predilecto, el western, deja la acción en un segundo plano en beneficio de escenas donde pueden aflorar las tensiones de un grupo o la dimensión psicológica de los personajes y escamotea cuanto puede la aparición de la violencia material, que, sin embargo, está siempre presente en forma de tensión dramática. Nunca hay, pues, violencia gratuita en sus filmes.

## Filmografía parcial
| - The Twins of Suffering Creek (1920) (no acreditado) - The Man Who Won (1923) - The Vagabond Trail (1924) - When Husbands Flirt (1925) - You Never Know Women (1926) - The Boob (1926) - Alas (1927) - Ladies of the Mob (1928) - Beggars of Life (1928) - The Legion of the Condemned (1928) - Chinatown Nights (1929) - Maybe It's Love (1930) - Safe in Hell (1931) - The Public Enemy (1931) - Other Men's Women (1931) - Night Nurse (1931) - The Star Witness (1931) - Frisco Jenny (1932), Barrio Chino - The Hatchet Man (1932), El hacha justiciera - So Big! (1932) - The Purchase Price (1932) - The Conquerors (1932), Los conquistadores - Love Is a Racket (1932) - Lilly Turner (1933) - Midnight Mary (1933), Rosa de medianoche - Central Airport (1933), Aeropuerto Central - Wild Boys of the Road (1933) - Heroes for Sale (1933), Gloria y hambre - College Coach (1933) - Viva Villa! (1934) (no acreditado) - The President Vanishes (1934) - Stingaree (1934) - Call of the Wild (1935), La llamada de la selva - Small Town Girl (1936), Una chica de provincias - La fuga de Tarzán (1936) (no acreditado) - Robin Hood of El Dorado (1936) - A Star Is Born (1937), Ha nacido una estrella - Nothing Sacred (1937) - Las aventuras de Tom Sawyer (1938), codirigida con George Cukor (no acreditado), Norman Taurog y H. C. Potter. | - Men with Wings (1938) - Beau Geste (1939) - The Light That Failed (1939), En tinieblas - Reaching for the Sun (1941) - Thunder Birds (1942) - Roxie Hart (1942), Roxie Hart - The Great Man's Lady (1942), Una gran señora - La estrella del Variedades (1943), Lady of Burlesque - The Ox-Bow Incident (1943), Incidente en Ox-Bow - Buffalo Bill (1944), Las aventuras de Buffalo Bill - This Man's Navy (1945) - The Story of G.I. Joe (1945), También somos seres humanos - Galant Journey (1946) - Magic Town (1947), Ciudad mágica - The Iron Curtain (1948), El telón de acero - Yellow Sky (1948), Cielo amarillo - Battleground (1949), Fuego en la nieve - The Happy Years (1950) - Across the Wide Missouri (1951), Más allá del Missuri - Westward the Women (1951), Caravana de mujeres - My Man and I (1952) - Island in the Sky (1953), Infierno blanco - The High and the Mighty (1954), Escrito en el cielo - Track of the Cat (1954), El rastro de la pantera - Ring of Fear (1954) - Blood Alley (1955), Callejón sangriento - Good-bye, My Lady (1956), Good-bye, My Lady - Darby's Rangers (1958), Los jóvenes invasores - Lafayette Escadrille (1958), La escuadrilla Lafayette |

## Premios y distinciones
Premios Óscar
| Año  | Categoría       | Película               | Resultado |
| ---- | --------------- | ---------------------- | --------- |
| 1938 | Mejor director  | Ha nacido una estrella | Nominado  |
| 1938 | Mejor argumento | Ha nacido una estrella | Ganador   |
| 1950 | Mejor director  | Fuego en la nieve      | Nominado  |
| 1955 | Mejor dirección | Escrito en el cielo    | Nominado  |